# Sovraesposizione
La sovraesposizione in fotografia si verifica quando un'immagine risulta troppo luminosa eccessivamente illuminata, con una quantità eccessiva di dettagli persi nei punti di altissima luminosità. Questo può accadere quando si utilizza una combinazione di apertura del diaframma, velocità dell'otturatore e ISO errata, o quando la fotocamera è impostata in modo da utilizzare una compensazione dell'esposizione non corretta.

## Rimedi
Esistono diversi rimedi per prevenire la sovraesposizione in fotografia. Innanzitutto, è importante utilizzare la giusta combinazione di apertura del diaframma, velocità dell'otturatore e ISO. In secondo luogo, è possibile utilizzare una compensazione dell'esposizione (nella macchina fotografica), per evitare la sovraesposizione in condizioni di luce particolarmente difficili. Infine, l'utilizzo di un filtro adatto può anche aiutare a prevenire la sovraesposizione.
Quando non è possibile rimediare alla sovraesposizione in ripresa, si può tentare con la post-produzione, in camera oscura per l'analogico e con programmi software per il digitale.